# Bistrica, Naklo
Bistrica este o localitate din comuna Naklo, Slovenia, cu o populație de 82 de locuitori.